# Nintendogs
Nintendogs (ニンテンドッグス) è un videogioco simulatore di vita del 2005, sviluppato e pubblicato da Nintendo in esclusiva per Nintendo DS; il titolo prevede la cura e l'addestramento di un cucciolo di cane virtuale con cui è possibile interagire attraverso lo schermo tattile e il microfono integrati nella console.
In Italia è stato commercializzato a partire dal 7 ottobre 2005 in quattro diverse versioni, ognuna delle quali basata sulle razze canine disponibili al suo interno: Bassotto & Amici, Chihuahua & Amici, Dalmata & Amici e Labrador & Amici.
Il videogioco è diventato un fenomeno di massa sia in Oriente che in Occidente, riportando in auge la passione per i simulatori di vita che si era diffusa a fine anni novanta grazie al Tamagotchi realizzato da Bandai.

## Critica
Nintendogs ha ricevuto un punteggio perfetto di 40/40 dalla rivista giapponese Famitsū; questo risultato era stato precedentemente raggiunto da soli altri quattro videogiochi (Soulcalibur, The Legend of Zelda: Ocarina of Time, Vagrant Story e The Legend of Zelda: Wind Waker).
La critica europea e nord-americana ha invece attribuito al videogioco un punteggio variabile tra 7/10 e 8/10, evidenziandone la scarsa longevità e alcuni difetti.

## Accoglienza
Nintendogs ha venduto, nella settimana di lancio, quasi 170.000 copie in Giappone e ha permesso di quadruplicare le vendite di Nintendo DS.
Al 2021 aveva venduto 24 milioni di copie in tutto il mondo.

## Seguito
Nel 2011 è stato pubblicato, per Nintendo 3DS, un seguito del videogioco intitolato Nintendogs + Cats.